# Cos luti
El cos luti o cos groc és una formació endocrina de color groc en la qual es transforma el fol·licle de Graaf, a l'ovari, un cop l'oòcit hi surt. El seu desenvolupament ve regulat per l'hormona luteoestimulant. El cos luti apareix després de la fase d'ovulació i actua al llarg de tota la segona meitat del cicle ovàric, del dia 15 al 28, en el que es coneix com a fase lutial, que correspon a la tercera fase del cicle uterí, la fase secretora. Durant aquesta, produeix altres hormones femenines (progesterona i estrogen 17-beta estradiol, concretament) que, en cas d'embaràs, tenen com a funció la preparació de l'úter per a acollir l'òvul fecundat.
Si l'òvul no ha aconseguit captar cap espermatozoide, quan aquest és expulsat el cos luti degenera, s'atrofia i deixa de secretar hormones; conseqüentment, la presència de progesterona en la dona disminueix, les capes externes de l'endometri de l'úter es trenquen i es desprenen i això provoca la menstruació o expulsió d'aquestes capes. Si, en canvi, l'òvul ha aconseguit captar un espermatozoide capaç de fecundar-lo, el cos luti, que llavors es manté actiu gràcies a una hormona que és alliberada per l'embrió, continua creixent durant tres mesos i després comença a desaparèixer lentament.
Una de les causes possibles d'incapacitat per a ser mare pot ser el fet de desenvolupar un cos luti insuficient, és a dir, que no produeix prou progesterona.